# Soneto 60
| «» Soneto 60 |
| --- |
| Like as the waves make towards the pebbled shore, So do our minutes hasten to their end; Each changing place with that which goes before, In sequent toil all forwards do contend. Nativity, once in the main of light, Crawls to maturity, wherewith being crown'd, Crooked eclipses 'gainst his glory fight, And Time that gave doth now his gift confound. Time doth transfix the flourish set on youth And delves the parallels in beauty's brow, Feeds on the rarities of nature's truth, And nothing stands but for his scythe to mow: And yet to times in hope my verse shall stand, Praising thy worth, despite his cruel hand. |
| –William Shakespeare |

O Soneto 60 foi escrito por William Shakespeare e faz parte dos seus 154 sonetos. 

## Análise
Como os outros sonetos do autor, o ritmo utillizado é o pentâmetro iâmbico, com o esquema rímico utilizado pelos sonetos ingleses: ABAB CDCD EFEF GG.

## Sinopse
Este soneto, como  os primeiros 126, faz parte do grupo de sonetos Fair Youth, escritos para seu jovem interlocutor não revelado.
Nele, vemos que a esperança do poeta está ancorada na imortalidade da poesia, que não seria apenas uma forma literária, antes seria também um local onde é guardado tudo o que nos é estimado.

## Traduções

### Tradução deThereza Christina Rocque da Motta
A tradutora utilizou uma versão livre, sem se ater a ritmo ou rima, comuns em um soneto.

Como as ondas se arremessam contra as pedras,

Aproximam-se os minutos de seu ﬁm;

Cada um ocupando o mesmo espaço,

Num incansável e destemido movimento.

Do nascimento, após vir à luz,

Engatinhamos até a maturidade, e somos coroados,

Vencendo estranhos eclipses perante sua glória,

E o Tempo, dado, que hoje nos lega seu presente.

Os dias ﬁrmam seu passo na juventude,

E cavam suas sendas sobre a fronte da beleza;

Alimentam-se da raridade da verdade da natureza,

Mas nada impede o ﬁrme corte de sua foice.

Porém, às vezes, espero que meu verso prevaleça,

Elevando teu valor, apesar de seu cruel desmando.

### Tradução deMilton Lins
O tradutor manteve-se em decassílabo heroico ou sáfico, mas não perseguiu o ritmo de pentâmetro iâmbico do soneto original, permanecendo fiel ao esquema rímico.

Tal como as ondas lavam oareal,

Nossos minutos marcham para o fim;

Cada mudança tem um ganho igual,

Um trabalho penoso enfrenta assim.

O recém-nato, após a luz, labuta,

Quer ser maduro, e assume o seu poder,

Tortos caminhos contra a ardente luta,

E o Tempo que lhe faz sobreviver.

O Tempo fura e flora a juventude,

Procura os paralelos da beleza;

Alimenta a verdade e dá virtude,

E nada restará à ceifa presa.

Para no tempo entrar, meus versos hão

De louvar-te o valor, sem dar-lhe a mão.

### Tradução de José Arantes Júnior
Sem se ater ao ritmo usado pelo autor, o tradutor o apresentou em uma forma plástica visual, usando36 caracteres por verso, sem ritmo firmado, mas mantendo o esquema rímico. Como nos outros sonetos por ele traduzidos, acrescentou um título.

O tempo versus os versos

Como ondas que fazem orla cristalina

Os nossos minutos acabam rapidamente,

Trocando de lugar de maneira genuína

E a ação faz a luta seguir em frente,

A infência, já no foco de iluminação,

Vai à maturidade almejando plenitude,

Lutando contra eclipses de adaptação

E o tempo, que doou, muda de atitude,

O tempo arrebata a flor da juventude

E cava paralelas na beleza da fronte,

Como, da vida, a verdade e a virtude

E nada mais lhe resiste no horizonte,

Mas penso que meus versos resistirão

Mesmo em detrimento de sua dura ação.

## Outras referências
- Alden, Raymond. The Sonnets of Shakespeare, with Variorum Reading and Commentary. Boston: Houghton-Mifflin, 1916.
- Baldwin, T. W. On the Literary Genetics of Shakspeare's Sonnets. Urbana: University of Illinois Press, 1950.
- Booth, Stephen. Shakespeare's Sonnets. New Haven: Yale University Press, 1977.
- Dowden, Edward. Shakespeare's Sonnets. London, 1881.
- Hubler, Edwin. The Sense of Shakespeare's Sonnets. Princeton: Princeton University Press, 1952.
- Schoenfeldt, Michael (2007). The Sonnets: The Cambridge Companion to Shakespeare’s Poetry. Patrick Cheney, Cambridge University Press, Cambridge.
- Tyler, Thomas (1989). Shakespeare’s Sonnets. London D. Nutt.
- Vendler, Helen (1997). The Art of Shakespeare's Sonnets. Cambridge: Harvard University Press.
- Engle, Lars (2007). William Empson and the Sonnets: A Companion to Shakespeare's Sonnets. Blackwell Limited, Malden.
- Evans, G. Blakemore, Anthony Hecht, (1996). Shakespeare's Sonnets. Cambridge University Press, Cambridge.
- Hammond, Paul (2002). Figuring Sex Between Men from Shakespeare to Rochester. Clarendon, New York.
- Hubler, Edwin (1952). The Sense of Shakespeare's Sonnets. Princeton University Press, Princeton.
- Kerrigan, John (1987). Shakespeare's Sonnets. Penguin, New York.
- Knights, L. C. (1967). Shakespeare's Sonnets: Elizabethan Poetry. Paul Alpers. Oxford University Press, Oxford.
- Lopez, Jeremy (2005). Sonnet 35. Greenwood Companion to Shakespeare. pp. 1136–1140.
- Matz, Robert (2008). The World of Shakespeare's Sonnets: An Introduction. Jefferson, N.C., McFarland & Co..
- Schoenfeldt, Michael (2007). The Sonnets: The Cambridge Companion to Shakespeare’s Poetry. Patrick Cheney, Cambridge University Press, Cambridge.
- Tyler, Thomas (1989). Shakespeare’s Sonnets. London D. Nutt.
- Vendler, Helen (1997). The Art of Shakespeare's Sonnets. Cambridge: Harvard University Press.